# Cedusa brazilensis
Cedusa brazilensis är en insektsart som beskrevs av Flynn 1983. Cedusa brazilensis ingår i släktet Cedusa och familjen Derbidae. Inga underarter finns listade i Catalogue of Life.